# Garden (Utah)
Garden é uma Região censo-designada localizada no estado norte-americano de Utah, no Condado de Rich.

## Demografia
Segundo o censo norte-americano de 2000, a sua população era de 83 habitantes.

## Geografia
De acordo com o United States Census Bureau tem uma área de
73,3 km², dos quais 73,3 km² cobertos por terra e 0,0 km² cobertos por água.

## Localidades na vizinhança
O diagrama seguinte representa as localidades num raio de 36 km ao redor de Garden.